# Арена Націонале
«Арена Націонале» (рум. Arena Națională) — футбольний стадіон у Бухаресті, Румунія, відкрити 2021 року. З 55 634 місцями, це найбільший стадіон у Румунії. 
Стадіон приймає головні футбольні матчі країни, включаючи домашні матчі національної збірної Румунії та фінали Кубка Румунії. Крім того він використовується і для інших заходів, зокрема тут проходив The International 2021, щорічний чемпіонату світу з кіберспортивного турніру Dota 2, а також у різні роки відбувались концерти, зокрема Metallica, Red Hot Chili Peppers, Depeche Mode, Еда Ширана та ін.

## Історія
Стадіон побудований на місці колишнього старого Національного стадіону, зведеного 1953 року. Будівництво арени за замовленням бухарестського муніципалітету почалося 20 лютого 2008 року і закінчилося 6 вересня 2011 року, обійшовшись місту в 234,5 мільйонів євро. Стадіон отримав 55 634 місця і був офіційно відкритий 6 вересня 2011 року відбірковим матчем чемпіонату Європи 2012 між збірними Румунії та Франції (0:0) який відвідали 49,137 вболівальників.
16 жовтня 2012 року на стадіоні було зафіксовано рекорд відвідуваності — 53 329 глядачів, що сталось на відбірковому матчі до чемпіонату світу 2014 року Румунія-Нідерланди (1:4).
2012 року стадіон приймав фінал Ліги Європи і це був перший фінал європейських футбольних змагань, який приймала Румунія.
«Арена Націонале» була одним із стадіонів, які приймали матчі Євро-2020. Там було зіграно три матчі групи С і один матч 1/8 фіналу.

## Галерея

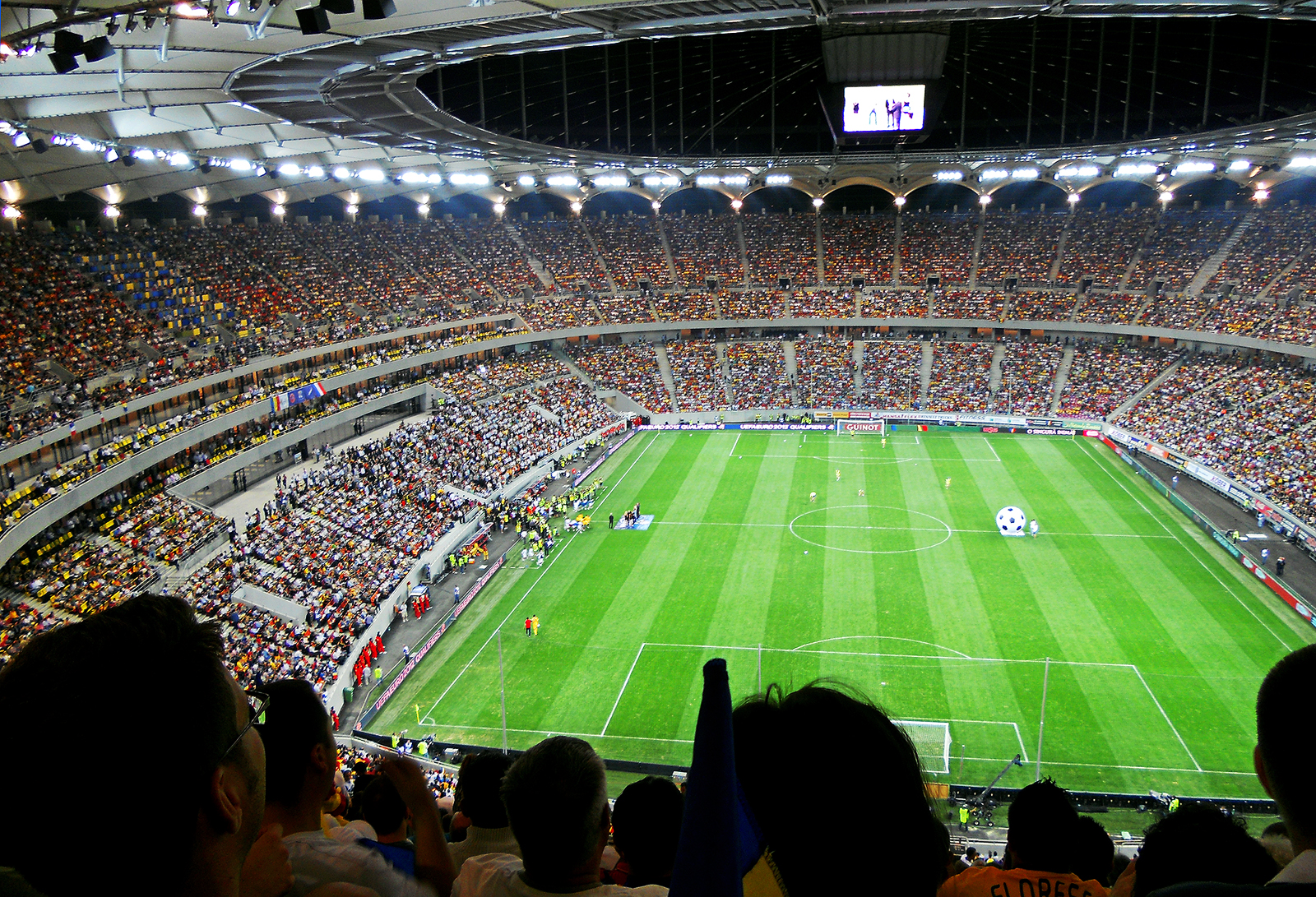
Матч-відкриття Арени
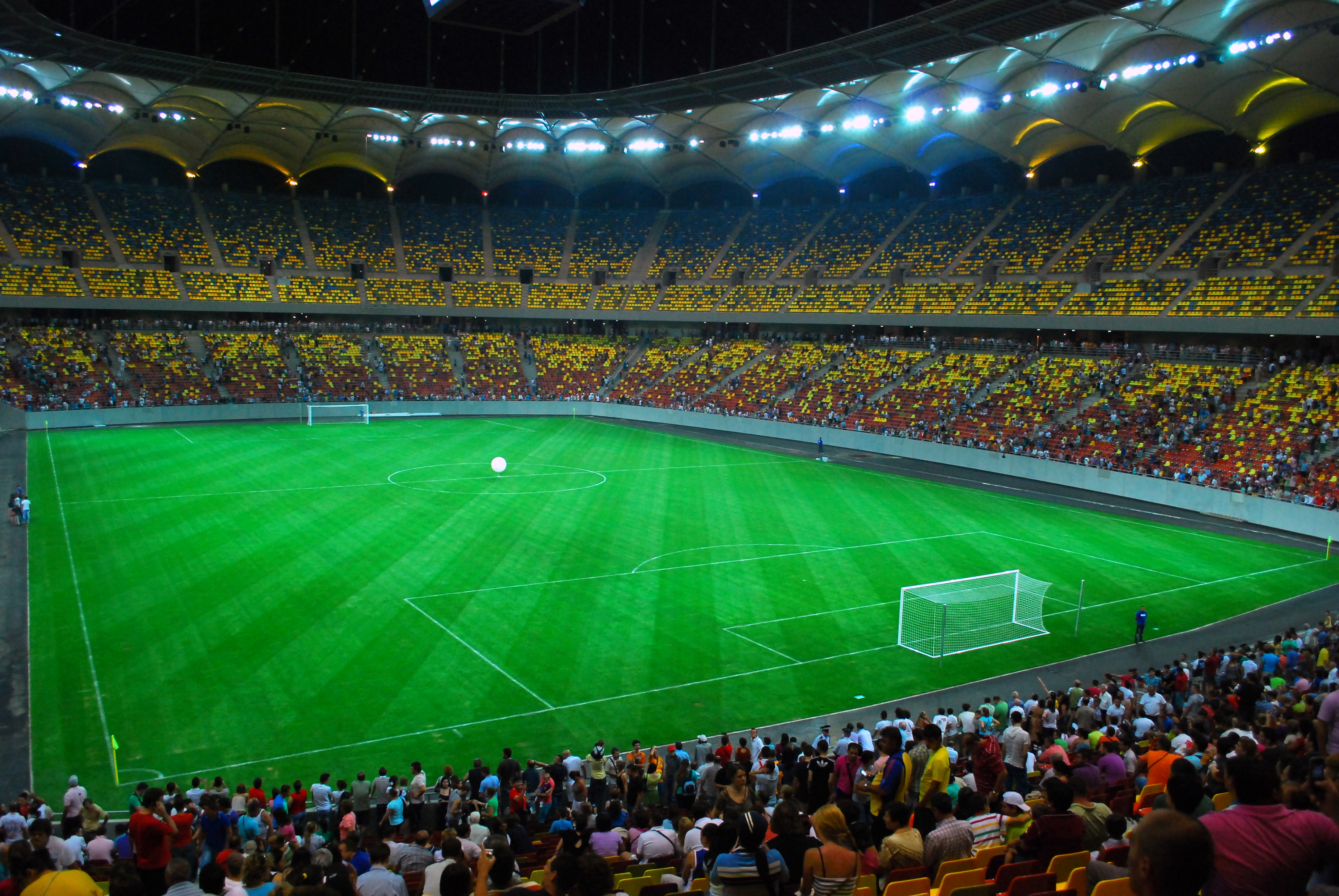
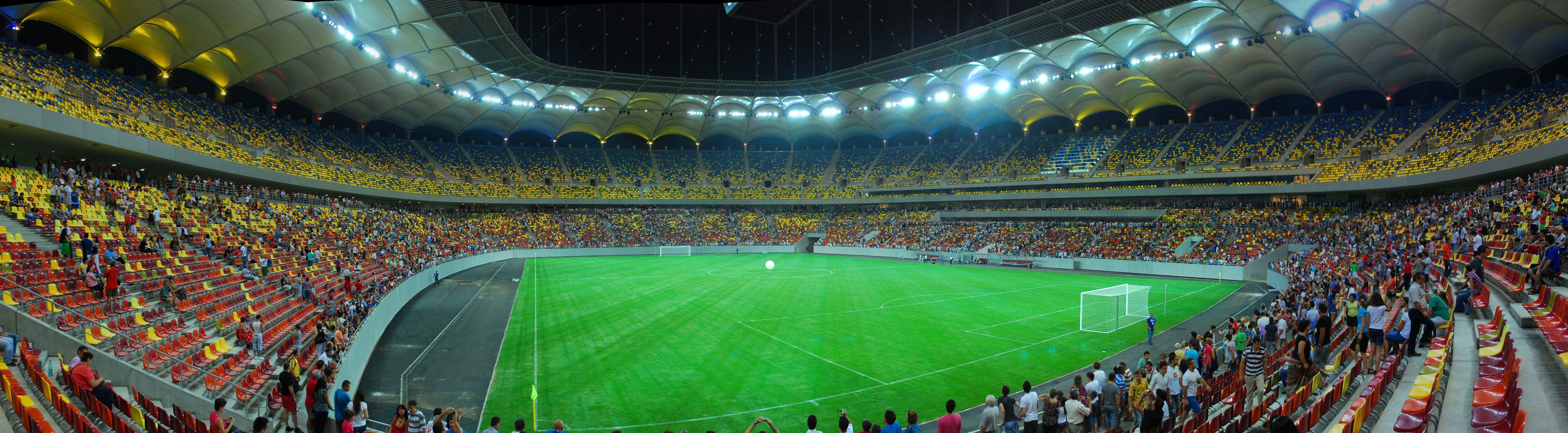
Панорама Національного стадіону
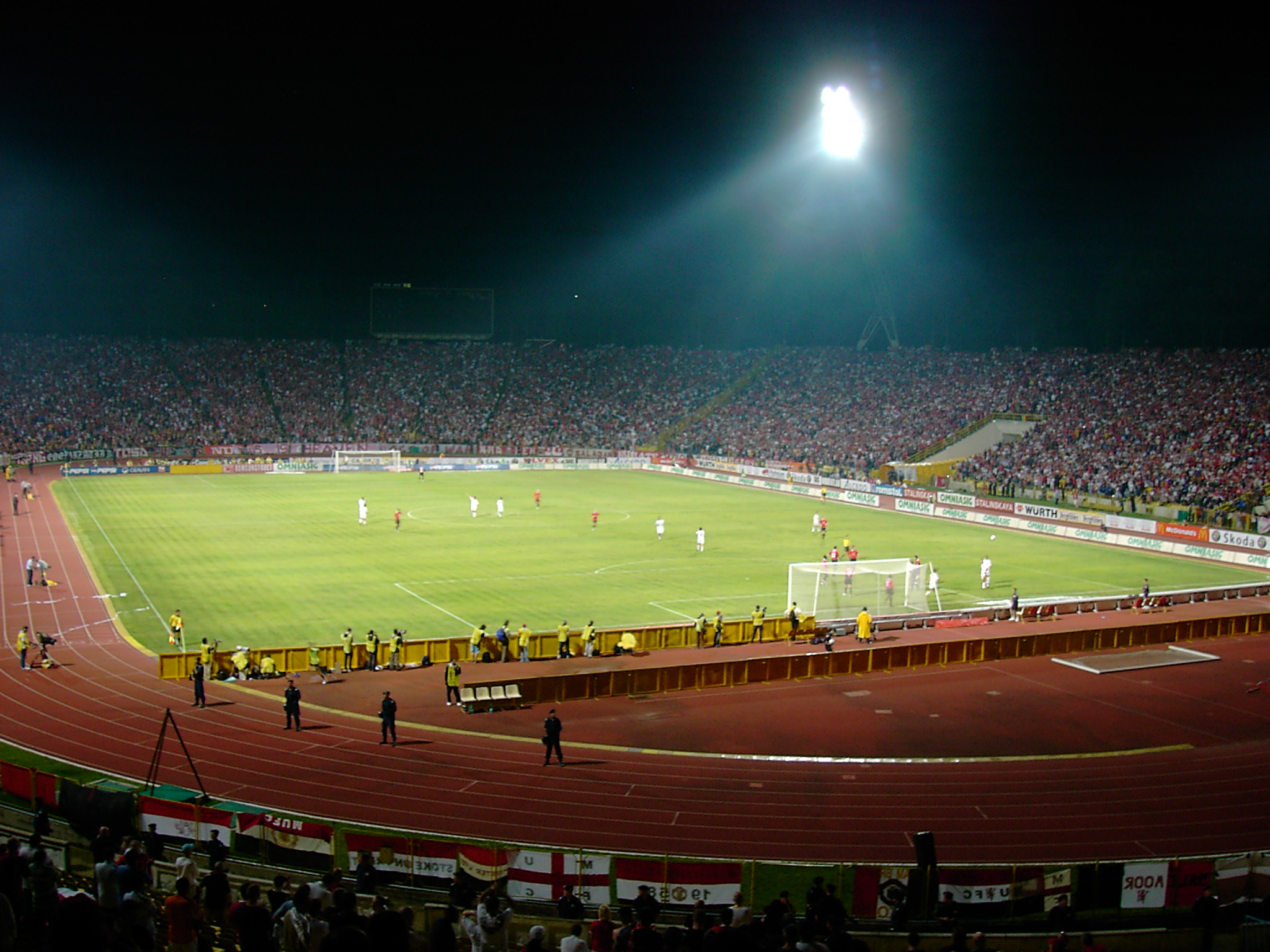
Попередній стадіон